# Sulphur Aeon
Sulphur Aeon ist eine deutsche Death-Metal-Band aus Waltrop in Nordrhein-Westfalen.

## Geschichte
Die Band wurde 2010 von Torsten Horstman gegründet. 

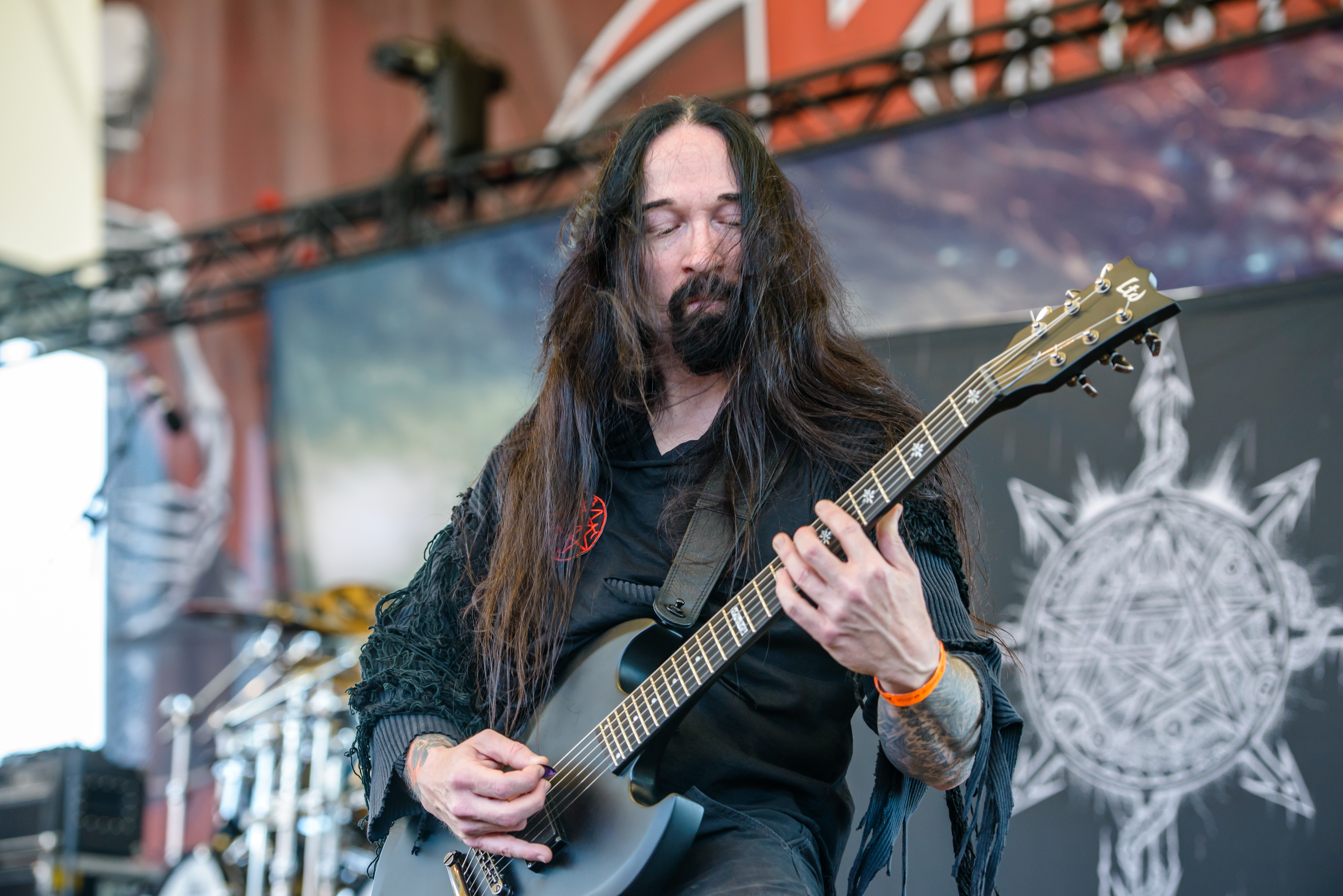
Torsten Horstmann (2016)

 Zusammen mit dem Produzenten Simon Werner wurde das erste Demo aufgenommen und veröffentlicht. Simon Werner und Torsten Horstmann hatten zuvor zusammen in der Band December Flower gespielt.
Die Alben der Band thematisieren den Cthulhu-Mythos, welcher sich auch im Artwork der Alben wiederfindet.
In der Ausgabe vom Januar 2019 der Zeitschrift Metal Hammer wurde das 2018 erschienene Album The Scythe of Cosmic Chaos als Album des Monats ausgezeichnet.

## Diskografie
- 2010: Sulphur Psalms (Demo)
- 2012: Deep Deep Down They Sleep (EP, Imperium Productions)
- 2013: Swallowed by the Ocean's Tide (Album, Imperium Productions)
- 2015: Gateway to the Antisphere (Album, Ván Records / Imperium Productions)
- 2018: The Scythe of cosmic Chaos (Album, Ván Records / Imperium Productions)
- 2020: Unaussprechliche Kulte (Live-Album, Ván Records)
- 2023: Seven Crowns and Seven Seals (Album, Ván Records)

## Musikpreise
Preis der deutschen Schallplattenkritik
| Jahr | Kategorie      | für                          | Resultat |
| ---- | -------------- | ---------------------------- | -------- |
| 2024 | Hard und Heavy | Seven Crowns And Seven Seals | Gewonnen |